# Ealing Jazz Club
Ealing Jazz Club – brytyjski klub muzyczny znajdujący się w Londynie.
Został otwarty w styczniu 1959 w podziemiach 42A Ealing Broadway, Ealing, jako klub jazzowy. 
Od 17 marca 1962 w Ealing Jazz Club rozpoczęły się pierwsze w Londynie regularne koncerty bluesowe (tego dnia zaczął tam występy pierwszy brytyjski zespół bluesowy – Blues Incorporated).
Klub przeszedł do historii jako miejsce, w którym 7 kwietnia 1962 doszło do pierwszego spotkania Briana Jonesa (założyciela i lidera The Rolling Stones) z przyszłymi kolegami z zespołu: Mickiem Jaggerem i Keithem Richardsem, którzy niedługo później dołączyli do nowej grupy Jonesa. Ealing Jazz Club obok Marquee Club był pierwszym miejscem publicznych występów zespołu The Rolling Stones.
Inni muzycy, którzy na początku kariery grali w Ealing Jazz Club to między innymi: Jack Bruce, Ginger Baker, Charlie Watts, Graham Bond, Long John Baldry, Rod Stewart, Dick Heckstall-Smith i Paul Jones.